# Straussfurt
Straussfurt är en kommun och ort i Landkreis Sömmerda i förbundslandet Thüringen i Tyskland.
Kommunen ingår i förvaltningsgemenskapen Straußfurt tillsammans med kommunerna Gangloffsömmern, Haßleben, Riethnordhausen, Schwerstedt, Werningshausen och Wundersleben.
Den tidigare kommunen Henschleben uppgick i Straussfurt den 1 januari 2019.